# Сан-Джованни-Боско-ин-виа-Тусколана
Сан-Джованни-Боско-ин-виа-Тусколана (итал. Chiesa di San Giovanni Bosco in Via Tuscolana — церковь святого Иоанна Боско на Виа Тусколана) — титулярная римско-католическая приходская церковь с титулом малой базилики. Расположена на Виа Тусколана в юго-восточной части Рима, за пределами Аврелиановой стены по направлению к аэропорту Ченточелле. Виа Тусколана — средневековая дорога, которая соединяла Рим с античным Тускулом (ныне Фраскати и Гроттаферрата). Дорога начиналась от Порта-Сан-Джованни вдоль Виа Аппиа.

## История
Здание церкви было построено в начале 1950-х годов сицилийским архитектором Гаэтано Раписарди. 12 сентября 1952 года кардинал-викарий Рима Клементе Микара заложил первый камень нового здания.
Церковь была открыта 2 мая 1959 года Бенедетто Алоизи Маселла, кардиналом-защитником салезианцев. Большая часть интерьера оставалась незавершённой до 1964 года. На следующий день после инаугурации 5 ноября 1958 года церковь посетил папа римский Иоанн XXIII чтобы поклониться останкам святого Иоанна Боско, привезённым по этому случаю из Турина. 5 февраля 1965 года папа Павел VI учредил эту церковь как диаконию под названием Сан-Джованни-Боско на Виа Тусколана. 20 ноября 1965 года он присвоил ей статус малой базилики. Церковь является приходской резиденцией Римской епархии и передана на попечение салезианских отцов.

## Архитектура
Церковь спроектирована в стиле постмодернизма с элементами модерна рубежа XIX—XX веков, главным образом в оформлении внутреннего пространства. Творчество архитектора относят к течению рационализма. Архитектурная композиция церкви представляет собой сочетание мощного кубического объёма и водружённого на него цилиндра, перекрытого куполом. Образ современного храма дополняют модернистские арочные проёмы первого яруса здания и необычный ритм прямоугольных проёмов барабана купола. «Преобразовав образ ecclesia maxima христианства в абстрактные формы, подвешенные во вневременном измерении, он задумал трёхчастный архитектурный организм: гигантский базовый блок, поддерживающий высокий сквозной барабан, над которым выступал купол с фонарем. Внутри он разработал совершенно новое конструктивно-образное решение: вместо традиционного — импостные пилоны, размещённые на подиуме из железобетона».

## Титулярная диакония
Церковь Сан-Джованни-Боско-ин-виа-Тусколана является титулярной диаконией, кардиналом-священником pro hac vice с титулярной диаконией Сан-Джованни-Боско-ин-виа-Тусколана с 20 ноября 2010 года является гвинейский кардинал Робер Сара.